# Citroën Traction Avant

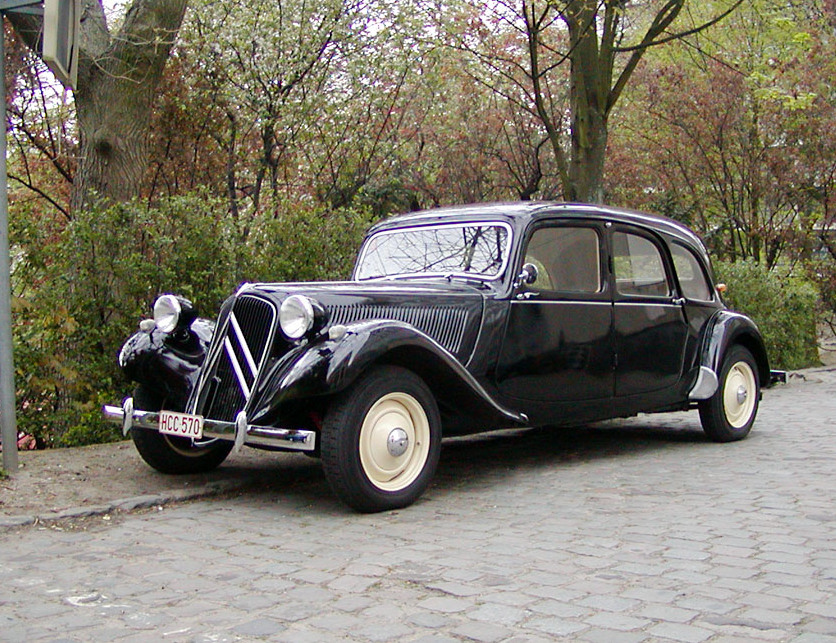
Citroën Traction Avant

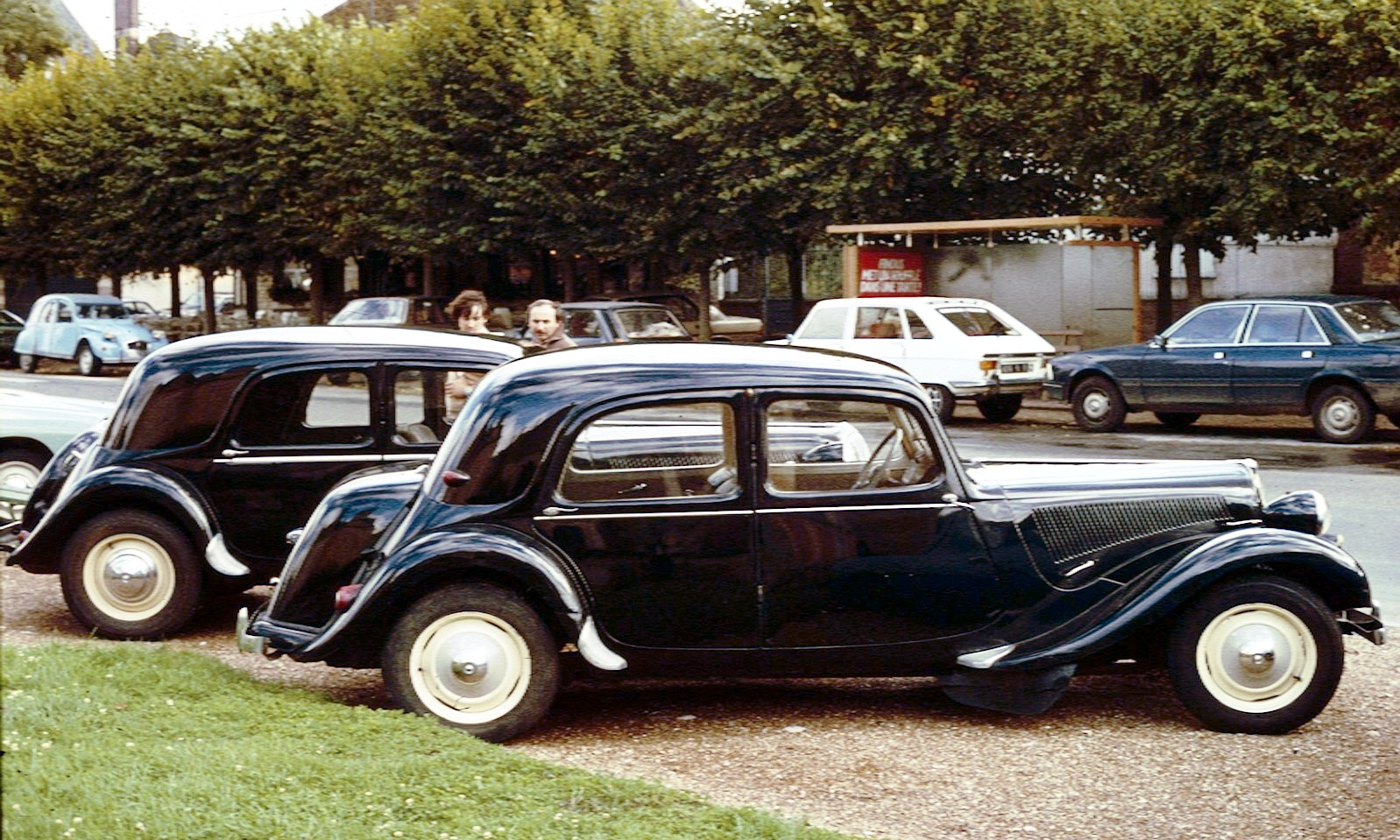
Citroën Traction Avant x 2

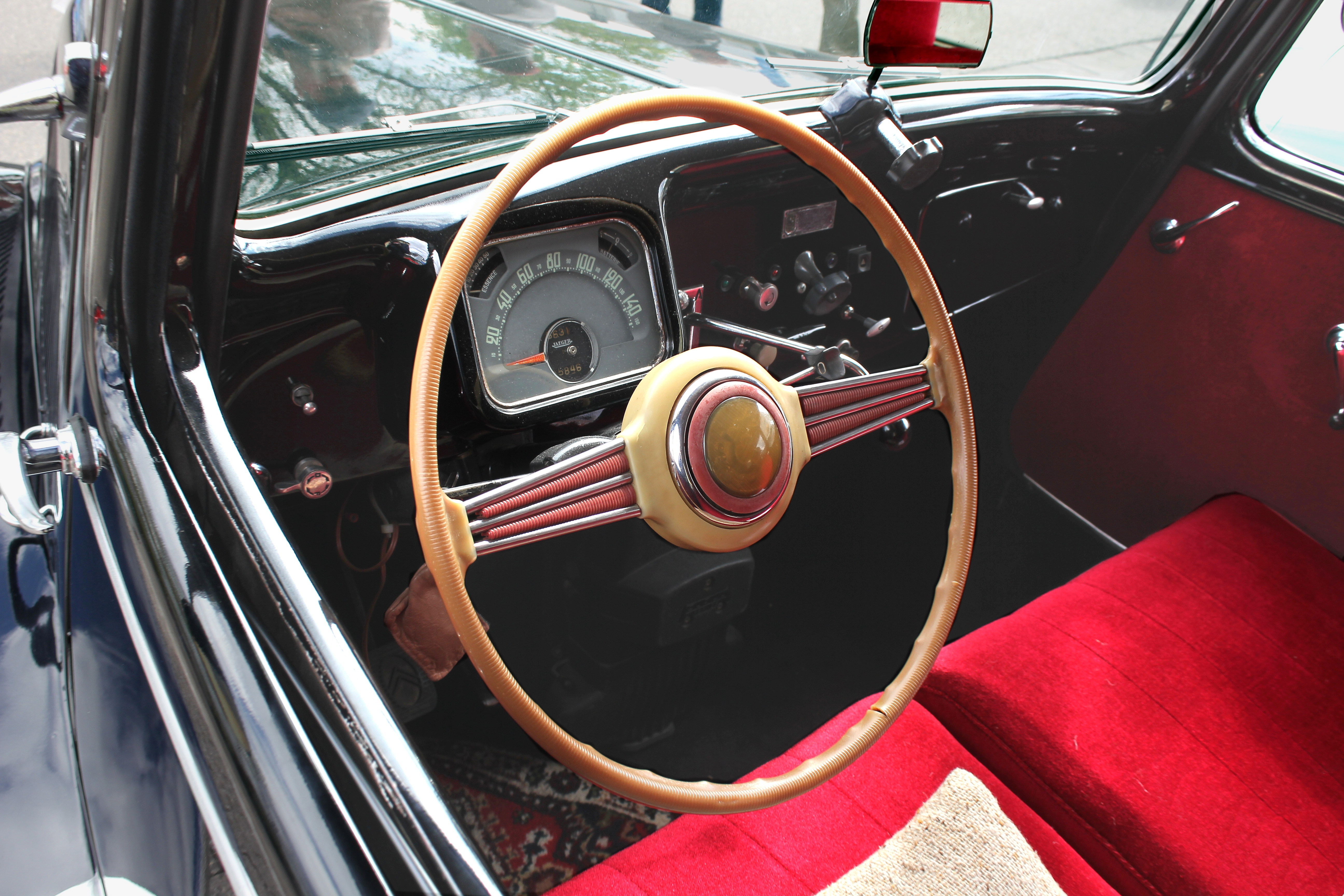
Stuurwiel en dashboard van een Citroën Traction Avant Commerciale, gebouwd in 1954

De Citroën Traction Avant was een zeer innovatieve auto die vanaf 1934 door Citroën werd geproduceerd, naar een ontwerp van André Lefèbvre en Flaminio Bertoni. Het was de eerste in serie geproduceerde auto met voorwielaandrijving (Frans: traction avant) en een zelfdragende carrosserie. Veel van de innovaties die geïntroduceerd zijn in de Traction Avant zijn in de 21e eeuw nog steeds aanwezig in auto's.

## Varianten
De auto was beschikbaar in motorvarianten van 7 CV (32 en 36 pk), 11 CV (46, 56 en 60 pk) en 15 CV (77 pk) en de carrosserievarianten 7C, 11BL (Légère) (in sedan, cabriolet en faux-cabriolet), 11BN (Normale) (in sedan, cabriolet en faux-cabriolet) en 11BF (Familiale), 11BC (Commerciale), 15/6F, 15/6C (6 cilinder luxe versie). Enkele prototypen met een 22 CV (100 pk) V8-motor werden op het Parijse Autosalon in oktober 1934 tentoongesteld. Citroën heeft een tiental van deze bijzondere auto's vervaardigd. De 22 is evenwel nooit in productie genomen en op last van Michelin, dat in 1935 het failliet verklaarde Citroën had overgenomen, zijn de prototypen weer omgebouwd tot het model 11. Het verhaal wil dat enkele exemplaren van de 22 toch aan klanten zijn geleverd. Waar deze auto's zijn gebleven en wat ermee is gebeurd, is een van de grote mysteries rondom de Traction Avant. Van het eerste type Traction Avant, de 7A, is voor zover bekend (eind 2005), het oudste nog bestaande exemplaar (met productienr. AZ-00-18) tentoongesteld in het Citroënmuseum te Parijs; de waarschijnlijk oudste nog rijdende heeft nr. AZ-00-23 en is in Nederlands bezit.

## Geschiedenis
De geestelijke vader van de Traction Avant is André Lefèbvre, die door André Citroën eind 1932 van concurrent Renault werd aangetrokken. Het uiterlijk werd ontworpen door Flaminio Bertoni. Beiden zouden ook verantwoordelijk worden voor de Citroën H bestelwagen, de 2CV en de ID/DS. De ontwikkeling van de Traction Avant diende noodgedwongen in recordtijd te geschieden. Ernstige financiële problemen dwongen Citroën dan ook het model te vroeg uit te brengen, waardoor allerhande zaken nog niet voldoende ontwikkeld waren. De eerste Traction Avants kenden talloze ernstige kinderziekten, die door de fabriek plichtsgetrouw werden aangepakt en opgelost. Deze ellende heeft menige eigenaar en dealer in die jaren aan de rand van de wanhoop gebracht. De oorspronkelijke bedoeling was de Traction Avant te voorzien van een automatische versnellingsbak. Met die bak waren ook al problemen. De automaat had de bijnaam 'Friteuse' omdat die de olie steeds aan de kook bracht. Tijdens een praktijktest vanaf de fabriek naar de rand van Parijs, strandden alle drie de auto's. De ingenieurs van Citroën besloten tot een noodgreep over te gaan en er werd in een tijd van ongeveer drie weken een handgeschakelde drieversnellingsbak in elkaar geflanst, maar die moest wel in het huis van de automaat passen, zodat André Citroën het niet zou merken. Deze versnellingsbak zou tot het einde van de productie een van de zwakste schakels van de Traction Avant blijven.
Naast voorwielaandrijving introduceerde de auto ook een geheel gelaste monocoque-constructie, onafhankelijk opgehangen voorwielen, en vering door middel van torsiestaven. De motoren waren voorzien van kopkleppen, voor die tijd zeer vooruitstrevend, en hadden natte, verwisselbare cilinderbussen. Verder bezat de Traction Avant hydraulische remmen (Lockheed systeem) en vanaf 1936 tandheugelbesturing. Al deze noviteiten zouden in de jaren daarna door de meeste autoconstructeurs worden overgenomen.
De Traction Avant was bedoeld voor het brede publiek. Naast de 'Légère', met het standaard vierdeurs koetswerk, verschenen al spoedig modelvarianten zoals de bredere en grotere vierdeurs 'Normale', de 'Roadster', de 'Faux Cabriolet' (coupé) en de langere 'Familiale' met zes zijruiten en klapstoeltjes tussen de voorstoelen en de achterbank. Als varianten van de Familiale waren een 'Commerciale' met grote achterklep en een 'Limousine' zonder klapstoeltjes beschikbaar.
De 7-serie is tot en met 1939 geproduceerd. Vanaf 1935 was de 7C voorzien van een 1628 cc motor. Reeds in 1934 was de '11' aan het programma toegevoegd. Deze bezat de 1911 cc motor die vrijwel ongewijzigd tot aan het einde van de productie in 1957 gehandhaafd zou blijven. Na het uitbreken van de Tweede Wereldoorlog in 1939 kwam de productie van de Traction Avant nagenoeg stil te liggen. In 1945 werd deze mondjesmaat hervat op basis van de nog beschikbare materialen. De modellenreeks werd drastisch ingeperkt: alleen de 'Légère' en de 'Normale' waren nog leverbaar, in een sterk versoberde uitvoering. De cabrio- en coupémodellen zouden niet meer terugkeren. Pas in 1953 werd de productie van de 'Familiale' en de 'Commerciale' hervat.
In 1938 werd de 15-Six geïntroduceerd. Deze was voorzien van een 2867 cc zescilinder motor. De 15 was beschikbaar als 'Berline' (zelfde afmetingen als de Normale) en als 'Familiale', respectievelijk 'Limousine'. Van de 15 zijn door Citroën in 1939 slechts enkele roadsters gemaakt. Het eerste en enige nog resterende exemplaar, dat werd gemaakt voor Madame Michelin, is in het bezit van een Nederlander. Na de oorlog zijn door anderen dan Citroën diverse 15 cabriolets vervaardigd door het koetswerk van een vooroorlogse 11 Normale Roadster te combineren met het voorstuk van een 15-Six.
Gedurende de 23 jaar van de productie, de oorlogsjaren meegerekend, zijn slechts enkele opmerkelijke veranderingen aan de Traction Avant aangebracht. Het meest in het oog lopend is wel de modificatie van juli 1952, toen het reservewiel onder een kofferdeksel verdween, in plaats van het vertrouwde 'wieltje' achterop. Bij die gelegenheid verhuisden de ruitenwissers naar de onderzijde van de voorruit en werden de bumpers recht in plaats van de sierlijke 'moustaches' van weleer. Alle vooroorlogse viercilinder Tractions hadden twee ventilatieklepjes aan weerszijden van de motorkap. De zescilinders waren van meet af aan voorzien van een motorkap met de bekende staande sleuven. Vanaf 1947 hadden alle Tractions een dergelijke motorkap. Ook het interieur is met de tijd enigszins aangepast. De voorstoelen met metalen buizen boven de rugleuningen maakten plaats voor comfortabeler 'pullman'-zittingen. Tot in de loop van 1936 waren alle Tractions voorzien van een instrumentenpaneel dat midden in het dashboard was gemonteerd. Deze auto's hadden dan ook twee handschoenenkastjes. Vanaf het modeljaar 1937 verhuisde het instrumentenpaneel naar een meer gebruikelijke plaats, onder het stuurwiel. De uitvoering en de kleur van het paneel zijn afwisselend zwart, crème wit en grijs geweest.
Ook op het gebied van de techniek zijn kleine modificaties aangebracht. De compressieverhouding van de motor is van tijd tot tijd aangepast aan de kwaliteit van de beschikbare benzine (kort vóór en net na de oorlog was deze aanmerkelijk minder). Aan de dringende roep van vele klanten om een degelijker versnellingsbak met vier gangwissels, om minder slijtagegevoelige aandrijfassen en een degelijker en minder gecompliceerde voorwielophanging, is door Citroën echter nooit gevolg gegeven. Daar was men allang niet meer in het verbeteren van de Traction geïnteresseerd. Alle energie werd gestoken in de ontwikkeling van de modellen van de toekomst, die zouden worden voorzien van een revolutionair veersysteem. De 2CV, die in zijn productierijpe vorm in 1948 op de markt kwam, was reeds voorzien van onafhankelijke wielophanging met uiterst soepele vering. In april 1954 werd de autojournalistiek in Parijs uitgenodigd voor wat men hoopte dat de langverwachte presentatie van een nieuw model Citroën zou zijn. Die gebeurtenis zou echter nog anderhalf jaar op zich laten wachten. Wat men te zien kreeg, was een zescilinder Traction Avant die was voorzien van een nieuw hydropneumatisch veersysteem op de achteras. De heren journalisten werden rondgereden in enkele van deze auto's, waarbij tijdens de rit over een slechte weg een fles champagne werd ontkurkt en uitgeschonken. De gasten kregen hun glaasje keurig op een dienblad gepresenteerd, dit alles zonder een druppel te morsen, terwijl de auto onverminderd voortsnelde. Van deze '15 Hydraulique' zijn iets meer dan 3000 exemplaren vervaardigd. Met de introductie van de DS19 op de Parijse Autosalon in oktober 1955 viel definitief het doek voor de zescilinder Traction Avant. De viercilindermodellen werden nog anderhalf jaar langer geproduceerd. Toen was het definitief afgelopen voor de Traction Avant.
De Citroën Traction Avant werd gebouwd in drie Europese fabrieken, te Parijs, Vorst (België) en Slough (Verenigd Koninkrijk). De Britse auto's werden gebouwd in een rechtsgestuurde versie. De eerste modellen waren kleine sedans met een 1303 cc motor. De latere modellen hadden een viercilinder motor van 1911 cc tot en met de 'grote zes', die met een 2867 cc zescilinder motor uitgerust was. 
Michelin bezat het bedrijf Citroën vanaf 1934 tot 1976, zodat het niet verrassend is dat zij de Traction Avant als testmateriaal voor hun radiaalbanden gebruikten.
In 1955 begon Citroën de DS te bouwen, die aanvankelijk hetzelfde 1911cc motorblok gebruikte, zij het met een modernere lichtmetalen cilinderkop. De productie van de Traction eindigde in juli 1957. Er waren toen ruim 770.000 exemplaren van gebouwd.

## Trivia
De Traction Avant wordt vaak geassocieerd met de Tweede Wereldoorlog. Een cliché is dat van in het zwart geklede Gestapoagenten die rondrijden in zwarte Tractions. Dat beeld heeft niet zo veel met de werkelijkheid van doen. De verklaring is dat er nog veel rijdende Tractions zijn die voor filmproducties over de Tweede Wereldoorlog gebruikt zijn, en kunnen worden.